# Ризенкампф-Регекампф
Ри́зенкампф, Ре́гекампф (нем. Riesenkampff, Rehekampff) — дворянский род балтийских немцев.

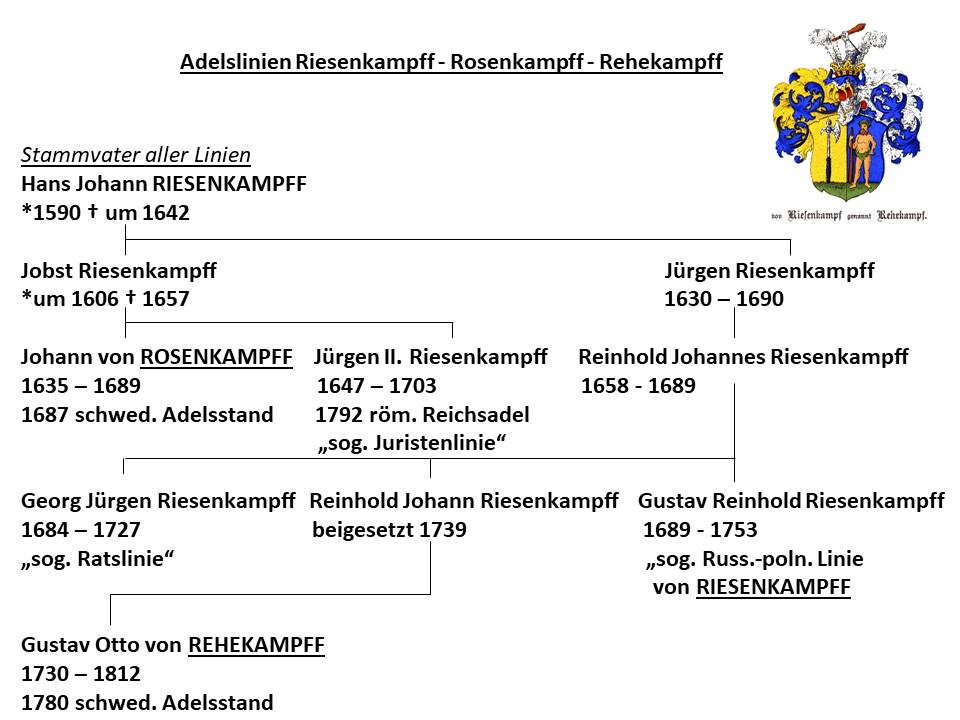
Фрагмент генеалогического древа

## Происхождение и история рода
Род ведёт историю от Йоста Ризенкампа (~1520 — после 1590), бюргера и купца в Хильдесхайме (1542), владельца дома «у старого рынка». Его сын от второго брака Ганс (Иоганн) Ризенкампф († 1642) переселился в Ревель около 1590 года, был членом братства черноголовых (1593), бюргер с 2.12.1595, член Большой Гильдии, владел домом на Карриштрассе, был старшиной Большой гильдии.
В потомственное дворянское достоинство Священной Римской империи 5 ноября 1780 года был пожалован Густав Отто Ризенкампф (нем. Gustav Otto Riesenkampff;) под именем «фон Регекампф» (нем. Rehekampff).
10 июля 1792 года в потомственное дворянское достоинство Священной Римской империи были пожалованы три брата: Бернард Генрих (1750—1801), Иоганн Густав (1752—1831) и Юстус Иоганнес (1758—1823).

## Известные представители
- Ризенкампф, Александр Егорович (1821—1895) — врач, ботаник, друг М. М. Достоевского и Ф. М. Достоевского[1].
- Ризенкампф, Анатолий Григорьевич (1868—1918) — капитан 1-го ранга, заведующий Пристрелочной станцией и складом мин Уайтхеда Черноморского флота, жертва Красного террора в Севастополе.
- Ризенкампф, Антон Егорович (1849—1919) — генерал-лейтенант в отставке.
- Ризенкампф, Георгий Константинович (1886—1943) — крупнейший специалист в области гидротехники и мелиорации, талантливый организатор и руководитель.
- Ризенкампф, Егор Евстафьевич (1797—1871) — генерал от инфантерии, член Главного Военного Суда.
- Ризенкампф, Карл Эберхард (1758—1825) — ревельский купец, старейшина Большой Гильдии, бургомистр Ревеля (1824—1825).
- Ризенкампф, Константин Александрович (1839—1909) — генерал-майор, атаман Пятигорского отдела Терской области, участник русско-турецкой войны 1877—1878 годов.
- Ризенкампф, Николай Александрович (1832—1904) — генерал-лейтенант, участник Кавказской войны, начальник 5-й кавалерийской дивизии.
- Ризенкампф, Николай Георгиевич (1831—1893) — генерал-лейтенант Генерального штаба, член Главного Военного Суда.
- Регекампф (Регенкампф), Карл Фадеевич (1803—1882) — генерал от кавалерии, комендант Выборга, кавалер ордена Св. Георгия 4-й ст.
- Регекампф, Николай Густавович (1845—?) — член смоленского и саратовского суда, действительный статский советник, был женат на Ольге Михайловне урожденной Дондуковой-Корсаковой (1834—1869), дочери М. А. Дондукова-Корсакова, вторым браком на Евдокии Александровне Новосильцевой (1861—1941), сестре Ю. А. Новосильцева.

## Описание гербов
- рода Ризенкампф:

В щите стоит великан, который в правой руке держит ствол дерева. На шлеме взлетающий орёл с розой между крыльями.
- дворянского рода фон Регекампф (1780):

Рассечённый щит опирается на зелёную лужайку. На золотом фоне на зелёной лужайке стоит боевой топор (не алебарда), рукоять черничного цвета, лезвие металлическое, смотрит влево. Дальше в синем фоне стоит дикий человек (великан) с венками из листьев на голове и бёдрах. В правой руке он держит деревянную дубину, которой опирается на свою ступню. Над коронованным шлемом возвышается замахивающаяся рука в доспехах с дубиной между двух серебряных страусовых перьев. Намёт синий, подложен золотом и серебром.
- дворянского рода фон Ризенкампф (1792):

В золотом щите на зелёной лужайке стоит великан и держит в руке зелёную ель. На шлеме золотые раскрытые крылья с расположенной между ними красной розой на зелёном стебле с листьями. Намёт зелёный, подложен золотом.